# ناثان توماس (لاعب كرة الماء)
ناثان توماس (بالإنجليزية: Nathan Thomas)‏ هو لاعب كرة الماء أسترالي، ولد في 28 أغسطس 1972.

## وصلات خارجية
- ناثان توماس على موقع اللجنة الأولمبية الدولية (الإنجليزية)
- ناثان توماس على موقع أوليمبيديا (الإنجليزية)
- ناثان توماس على موقع اللجنة الأولمبية الأسترالية (الإنجليزية)